# Tofte
Tofte este o localitate din comuna Hurum, provincia Buskerud, Norvegia, cu o suprafață de 2,98 km² și o populație de 3.055 locuitori (2013).